# Jeanne de Dampierre-Flandre
Jeanne de Dampierre, née vers 1225 et morte en 1245 ou 1246, est la fille aînée de Guillaume II de Dampierre, seigneur de Dampierre dans le comté de Champagne, et de son épouse Marguerite de Flandre et de Hainaut, dame de Beaumont et future comtesse de Flandre et de Hainaut,.
En 1239, elle épouse le comte de Rethel Hugues III, en tant que seconde épouse, mais ils n'ont pas de postérité. Son époux meurt en 1242 ou 1243 et elle devient veuve. Ce mariage avait été arrangé par la mère de Jeanne, Marguerite de Flandre, qui avait alors stipulé que la dot de sa fille, d'un montant de 6 000 livres, serait restituée si le comte de Rethel venait à mourir sans enfant, ce qui fut fait quatre ans plus tard.
En 1243, elle est fiancée au comte de Bar Thiébaut II et l'épouse deux années plus tard, mais ils n'ont pas de postérité.
Jeanne de Dampierre meurt en 1245 ou 1246 et est inhumée dans abbaye de Sainte-Hoïlde.

## Sources
- Henri d'Arbois de Jubainville, Histoire des ducs et comtes de Champagne, tomes 4a et 4b, Paris, Librairie Auguste Durand, 1865 (lire en ligne).
- Charles Savetiez, Dampierre de l'Aube et ses seigneurs, 1884.
- Stéphane Maistre, Histoire de la maison de Dampierre, Paris, Victor Palmé, 1884 (lire en ligne).